# Royston (Colombie-Britannique)
Pour les articles homonymes, voir Royston.

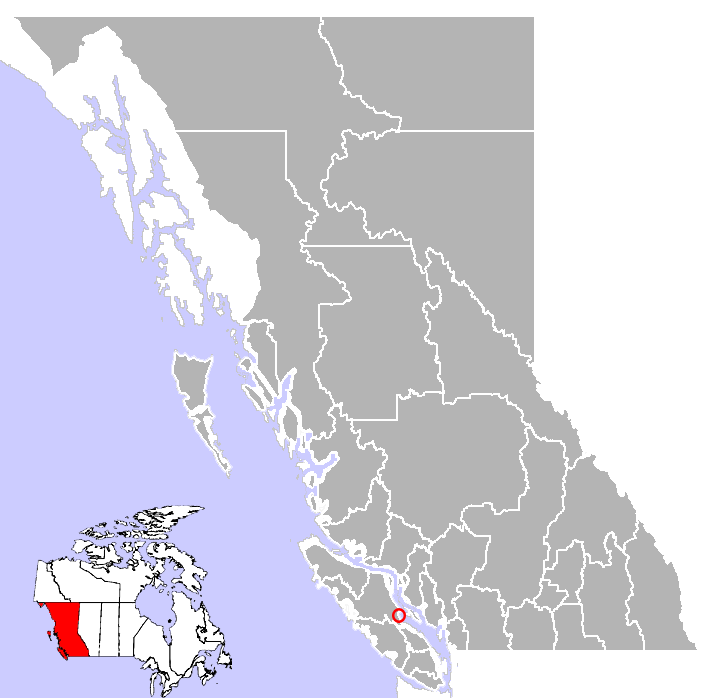
Royston (Colombie-Britannique)

Royston est une communauté située dans la province de la Colombie-Britannique, dans l'Île de Vancouver.